# Praia Grande (São Paulo)
Praia Grande és un municipi de l'estat de São Paulo, a la Regió Metropolitana de la Baixada Santista, en la microrregião de Santos. La població estimada el 2006 era de 245.386 habitants i l'àrea és de 145 km², el que resulta en una densitat demogràfica d'1.444,12 hab/km².